# نیکی پین (ورزشکار)
نیکی پین (انگلیسی: Nikki Payne؛ زادهٔ ۲۶ ژوئیهٔ ۱۹۶۶) قایقران روئینگ اهل نیوزیلند است.
وی در مسابقات کشوری و بین‌المللی در مجموع برندهٔ ۱ مدال برنز شده‌است.